# Трастамара

Герб Трастамара

Траста́мара (исп. Casa de Trastámara) — побочная ветвь Бургундской династии Иврейского дома, правившая изначально в Кастилии (1369—1555), а позже распространившая свою власть на Арагон (1412—1516), Сицилию (1412—1516), Неаполь (1435—1516) и Наварру (1425—1484). Берёт название от графского титула де Трастамара, от лат. trans Tamaris — «за Тамбре».

## Династия Трастамара в Кастилии
Основателем династии стал Энрике (13.01.1334 — 29.05.1379), граф Трастамара, внебрачный сын Альфонса XI (11.08.1311 — 26.03.1350), короля Кастилии в 1312—1350, и Леоноры де Гусма́н (1310—1351). В результате продолжительной междоусобной войны со своим единокровным братом Педро I (1334—1369), королём Кастилии в 1350—1369, Энрике Трастамара убил брата, и сам стал королём Кастилии под именем Энрике II (1369—1379).
- 1369—1379 — Энрике II
- 1379—1390 — Хуан I, сын Энрике II
- 1390—1406 — Энрике III Болезненный, старший сын Хуана I
- 1406—1454 — Хуан II, сын Энрике III
- 1454—1474 — Энрике IV Бессильный, сын Хуана II
- 1474—1504 — Изабелла I Католичка, дочь Хуана II
- 1474—1516 — Фердинанд V (Фердинанд II Арагонский), муж и номинальный соправитель Изабеллы I, после её смерти с небольшими перерывами фактический регент при своей дочери Хуане
- 1504—1555 — Хуана I Безумная, дочь Изабеллы I и Фердинанда V. Была отдана замуж за Филиппа Красивого, герцога Бургундии. Этот брак передал, в итоге, корону династии Трастамара Габсбургам, утвердившимся на испанском троне до 1700 года. Внук Хуаны, Филипп II, стал первым королём объединённой Испании, а также владел короной Португалии.

## Династия Трастамара в Арагоне и Сицилии
Основателем династии стал Фердинанд I (27.11.1380 — 02.04.1416), второй сын Хуана I Кастильского. После пресечения правившей в Арагоне Барселонской династии (1410) и двухлетней гражданской войны Фердинанд I, приходившийся по женской линии племянником короля Мартина, был избран на престол Арагона и Сицилии в результате т. н. компромисса в Каспе.
- 1412—1416 — Фердинанд I
- 1416—1458 — Альфонс V Великодушный, старший сын Фердинанда I
- 1458—1479 — Хуан II, второй сын Фердинанда I
- 1479—1516 — Фердинанд II, сын Хуана II

## Династия Трастамара в Неаполе
Основана арагонским королём Альфонсом V (1394-27.06.1458), захватившим Неаполь после войны между ним и Ренато I Неаполитанским, начавшейся после смерти королевы Джованны II. В Неаполе эту династию обычно называют Арагонской.
- 1442—1458 — Альфонс I (Альфонс V Арагонский)
- 1458—1494 — Фердинанд I, внебрачный сын Альфонса I
- 1494—1495 — Альфонс II, старший сын Фердинанда I
- 1495—1496 — Фердинанд II, сын Альфонса II
- 1496—1501 — Федериго, второй сын Фердинанда I
- 1503—1516 — Фердинанд III (Фердинанд II Арагонский)

## Династия Трастамара в Наварре
Основана Хуаном Арагонским (29.06.1397 — 20.01.1479), вторым сыном арагонского короля Фердинанда I, будущим арагонским королём Хуаном II. Хуан Арагонский женился в 1420 г. на Бланке (1391—1441), дочери и наследнице Карла III Благородного (1361 — 08.09.1425), короля Наварры в 1387—1425 гг. Вместе со своей женой Хуан вступил на престол Наварры в 1425 г. и продолжал править Наваррой даже после смерти Бланки.
- 1425—1479 — Хуан (Хуан II Арагонский)
- 1479 — Элеонора Арагонская, дочь Хуана и Бланки, вышла замуж за Гастона IV де Фуа.